# HD 194688
HD 194688，又名BD+16 4259，SAO 106101、HR 7816，是一颗恒星，视星等为6.22，位于銀經59.66，銀緯-11.91，其B1900.0坐标为赤經20h 21m 49s，赤緯+16° -11.91′ 18″。